# 박서준
박서준(朴敘俊, 1988년 12월 16일~)은 대한민국의 배우이다.

## 학력
- 송내초등학교 (졸업)
- 임학중학교 (졸업)
- 안남고등학교 (졸업)
- 서울예술대학교 연기과 (중퇴)

## 생애
우연히 중학생 때 애니메이션 동아리에 들어가서 일년에 한 번씩 있는 퍼포먼스 무대에 참여하게 되면 많은 사람들이 자기만 쳐다 보는 것에서 느낀 게 많았던 박서준은 서울예술대학교 연기과에 진학했다가 연기를 하고 싶은데 잘 풀리지 않고 사람들에 둘러싸여있다 보니 딜레마에 빠져 생각도 정리할 겸 "군대부터 해결해둬야겠다"는 생각에 2008년 군 입대를 했다가 경비교도대에 배치되어 청주교도소에서 현역 군 복무를 마쳤다.
오디션을 보면 연기는 기본이고 뭔가 새로운 것들을 요구받아서 사극에도 출연하고 싶고 남성적인 캐릭터에도 욕심이 나서 언제든 캐스팅될 수 있게 연기 준비를 했다.
2011년 방용국의 "I Remember" 뮤직 비디오에 출연하며 연예계에 첫 발을 내 딛었다고 알고 있으나, 2006년에 단역으로 MBC《현장기록 형사》에 출연한 바 있다.  그 후 2012년 KBS2 드라마 《드림하이 2》로 본격적인 연기 활동을 시작했다.  2013년 방영된 SBS 드라마 《따뜻한 말 한마디》와 《마녀의 연애》에서 주연을 꿰차며 연기활동을 이어나갔다.

## 출연 작품

### 드라마
| 연도            | 방송사                                   | 제목                   | 역할            | 비고     |
| --------------- | ---------------------------------------- | ---------------------- | --------------- | -------- |
| 2012            | KBS2                                     | 《드림하이 2》         | 이시우          |          |
| 2012            | KBS2                                     | 《패밀리》             | 차서준          |          |
| 2013            | KBS2                                     | 《패밀리》             | 차서준          |          |
| MBC             | 《금 나와라, 뚝딱!》                     | 박현태                 |                 |          |
| MBC             | 《드라마 페스티벌 - 잠자는 숲속의 마녀》 | 김힘찬                 | 단막극          |          |
| SBS             | 《따뜻한 말 한마디》                     | 송민수                 |                 |          |
| SBS             | 《따뜻한 말 한마디》                     | 송민수                 | 2014            |          |
| tvN             | 《마녀의 연애》                          | 윤동하                 |                 |          |
| MBC             | 《마마》                                 | 성인 한그루            | 특별 출연(24회) |          |
| MBC             | 2015                                     | 《킬미힐미》           | 오리온          |          |
| MBC             | 2015                                     | 《그녀는 예뻤다》      | 지성준          |          |
| 2016            | KBS2                                     | 《화랑》               | 무명 / 선우     | 사전제작 |
| 2017            | KBS2                                     | 《화랑》               | 무명 / 선우     | 사전제작 |
| 《쌈 마이웨이》 | KBS2                                     | 고동만                 |                 |          |
| 2018            | tvN                                      | 《김비서가 왜 그럴까》 | 이영준          |          |
| 2020            | JTBC                                     | 《이태원 클라쓰》      | 박새로이        |          |
| 2020            | tvN                                      | 《청춘기록》           | 송민수          | 특별출연 |
| 2023            | 넷플릭스                                 | 《경성크리처》         | 장태상          |          |
| 2027            |                                          | 《포청천》             | 전조            |          |

### 영화
| 연도 | 제목                   | 역할          | 감독          | 비고               |
| ---- | ---------------------- | ------------- | ------------- | ------------------ |
| 2011 | 《봄날》               | 남자          |               | 단편 영화          |
| 2011 | 《퍼펙트 게임》        | 칠구          | 박희곤        |                    |
| 2015 | 《악의 연대기》        | 차동재        | 백운학        | [ 6 ]              |
| 2015 | 《뷰티 인사이드》      | 우진60        | 백종열        | [ 7 ]              |
| 2017 | 《리얼》               | 경호원 복장남 | 이사랑        | 우정출연           |
| 2017 | 《청년경찰》           | 박기준        | 김주환        |                    |
| 2018 | 《지금 만나러 갑니다》 | 대학생 지호   | 이장훈        | 특별출연           |
| 2019 | 《기생충》             | 민혁          | 봉준호        | 특별출연, 천만영화 |
| 2019 | 《사자》               | 박용후        | 김주환        |                    |
| 2023 | 드림                   | 윤홍대        | 이병헌        |                    |
| 2023 | 콘크리트 유토피아      | 민성          | 엄태화        |                    |
| 2023 | 더 마블스              | 얀 왕자       | 니아 다코스타 |                    |

## 그 외 활동

### 텔레비전 프로그램
| 연도      | 방송사  | 제목                                                            | 역할          | 날짜                    | 비고        |
| --------- | ------- | --------------------------------------------------------------- | ------------- | ----------------------- | ----------- |
| 2006      | MBC     | 《현장기록형사》                                                | 출연          | 2006. 03. 22.           | 22회        |
| 2013      | MBC     | 《나 혼자 산다》                                                | 출연          | 2013. 7. 19.            | 17회        |
| 2013~2015 | KBS2    | 《뮤직뱅크》                                                    | MC            | 13. 10. 25.~15. 04. 24. | 720회~783회 |
| 2014      | SBS     | 《런닝맨》 런닝맨 동계 올림픽 편                                | 게스트        | 02. 09.                 | 184회       |
| 2014      | tvN     | 《현장토크쇼 TAXI》 2014년 신흥 대세남! '라이징 스타' 박서준 편 | 게스트        | 04. 10.                 | 331회       |
| 2014      | SBS     | 《런닝맨》 절대 사랑 커플 레이스 편                             | 게스트        | 06. 01.                 | 198회       |
| 2014      | 채널 뷰 | 《착한 도서관》                                                 | 출연 내레이션 | 07. 31.                 | 예고편      |
| 2014      | SBS     | 《SBS 연기대상》                                                | MC            | 12. 31.                 | [ 8 ]       |
| 2015      | SBS     | 《런닝맨》 여배우 납치사건 : 거짓 탐정의 비밀 편                | 게스트        | 05. 10.                 | 246회       |
| 2015      | SBS     | 《런닝맨》 뷰티풀 청춘 레이스 편                                | 게스트        | 09. 06.                 | 263회       |
| 2016      | SBS     | 《런닝맨》 미안하다, 사랑한다! 편                               | 게스트        | 04. 17.                 | 295회       |
| 2016      | KBS2    | 《미리보는 화랑》                                               | 게스트        | 12. 16.                 |             |
| 2016      | KBS2    | 《해피선데이 - 1박 2일》 꽃미남 동계캠프 1~2탄                  | 게스트        | 12. 18.~12. 25.         | 475회~476회 |
| 2017      | SBS     | 《런닝맨》 보스를 찾아줘 편                                     | 게스트        | 08. 06.                 | 362회       |
| 2018      | tvN     | 《윤식당 시즌 2》                                               | 아르바이트 생 | 01. 05.~03. 23.         | 11부작      |
| 2019      | tvN     | 《삼시세끼 산촌편》                                             | 게스트        | 10.04.~ 10.11.          | 9회,10회    |
| 2020      | tvN     | 《여름방학》                                                    | 게스트        | 07.17.~ 07.31           | 1회~3회     |
| 2021      | tvN     | 《윤스테이》                                                    | 고정 출연     | 01.08.~ 04.02           |             |
| 2022      | JTBC    | 《인더숲: 우정여행》                                            | 고정 출연     | 07.22~ 08.12            |             |
| 2022      | 티빙    | 《청춘MT》                                                      | 고정 출연     | 09.09~10.21             |             |
| 2023      | TvN     | 《서진이네》                                                    | 고정 출연     | 02.24 ~05.05            |             |
| 2023      | TvN     | 《출장 소통의 신 - 서진이네편》                                 | 고정 출연     | 10.12~10.19             |             |
| 2023      | TvN     | 《유 퀴즈 온 더 블럭》                                          | 게스트        | 12.13                   |             |
| 2024      | TvN     | 《서진이네2》                                                   | 고정 출연     | 06. 28~                 |             |

### 웹예능
| 연도 | 방송사 | 제목                  | 역할   | 날짜          | 비고 |
| ---- | ------ | --------------------- | ------ | ------------- | ---- |
| 2023 | 유튜브 | 《소통의 神》         | 게스트 | 2023. 08. 08. |      |
| 2023 | 유튜브 | 《소통의 神》         | 게스트 | 2023. 12. 20. |      |
| 2024 | 유튜브 | 《나영석의 나불나불》 | 게스트 | 2024. 01. 13. |      |

### 라디오 프로그램
| 연도 | 날짜    | 방송사     | 제목                            | 역할      | 비고          |
| ---- | ------- | ---------- | ------------------------------- | --------- | ------------- |
| 2013 | 11. 08. | KBS 쿨FM   | 《슈퍼주니어의 키스 더 라디오》 | 스페셜 DJ | [ 9 ]         |
| 2015 | 12. 09. | KBS 쿨FM   | 《조우종의 뮤직쇼》             | 전화연결  |               |
| 2017 | 08. 02. | SBS 파워FM | 《두시탈출 컬투쇼》             | 게스트    | 보이는 라디오 |
| 2017 | 08. 04. | SBS 파워FM | 《박선영의 시네타운》           | 게스트    |               |
| 2017 | 08. 21. | SBS 파워FM | 《두시탈출 컬투쇼》             | 게스트    | 공약 재출연   |
| 2019 | 07. 16. | SBS 파워FM | 《두시탈출 컬투쇼》             | 게스트    | 보이는 라디오 |
| 2019 | 07. 19. | SBS 파워FM | 《박선영의 시네타운》           | 게스트    |               |
| 2020 | 09.18   | 네이버 NOW | 《픽보이네 오락실》             | 게스트    |               |

### 뮤직 비디오
| 연도 | 가수   | 곡명              | 관련 영상 |
| ---- | ------ | ----------------- | --------- |
| 2011 | 방용국 | 《I Remember》    |           |
| 2014 | 더 원  | 《하나둘셋넷》    |           |
| 2017 | 김지수 | 《Dream All Day》 |           |

### 음반
| 연도 | 곡명                   | 음반명                |
| ---- | ---------------------- | --------------------- |
| 2012 | New Dreaming (with JB) | 《드림하이2》 OST     |
| 2014 | 내 맘에 들어와         | 《마녀의 연애》 OST   |
| 2015 | 너를 보낸다            | 《킬미힐미》 OST      |
| 2015 | 먼 길                  | 《그녀는 예뻤다》 OST |
| 2017 | 서로의 눈물이 되어     | 《화랑》 OST          |

### 경력 사항
| 연도      | 활동 내용                                                      | 비고   |
| --------- | -------------------------------------------------------------- | ------ |
| 2014      | 착한 도서관 건립 홍보대사                                      | [ 10 ] |
| 2014      | HAPPY Together 연탄 100만 장 기부 캠페인                       | [ 11 ] |
| 2016      | '반 고흐 인사이드: 빛과 음악의 축제'의 제주 투어 전시 홍보대사 | [ 12 ] |
| 2017      | 2017년 0509 장미대선 독려 캠페인                               | [ 13 ] |
| 2017~2019 | WWF 홍보대사                                                   | [ 14 ] |

### 광고
| 연도        | 기업명                     | 제품명                                                            | 종류                          | 공동 출연                                                |
| ----------- | -------------------------- | ----------------------------------------------------------------- | ----------------------------- | -------------------------------------------------------- |
| 2013        | KT                         | olleh All-IP 2배 편                                               | 통신사                        | 금보라, 한진희                                           |
| 2014        | (주)신성통상               | 유니온베이                                                        | 캐쥬얼 의류                   | 이현우                                                   |
| 2014        | 바이엘헬스케어             | 레덕손                                                            | 비타민C                       | 엄정화                                                   |
| 2015        | (주)월비통상               | 에비수                                                            | 진 브랜드                     | 솔빈                                                     |
| 2015~2016   | (주)SG세계물산             | 바쏘 옴므                                                         | 남성정장                      |                                                          |
| 2015~2016   | 패션그룹형지               | 노스케이프                                                        | 아웃도어                      |                                                          |
| 2015~2016   | 유한킴벌리                 | 좋은느낌 좋은순면                                                 | 생리대                        |                                                          |
| 2016        | 일동후디스                 | 앤업카페 300                                                      | 편의점커피                    |                                                          |
| 2016        | 일동후디스                 | 후디스 그릭요거트                                                 | 요플레                        |                                                          |
| 2016        | 스페리 코리아              | 스페리(Sperry)                                                    | 아메리칸 슈즈 브랜드          |                                                          |
| 2016~2017   | (주)더우주                 | 더우주(THE OOZOO)                                                 | 기능성 화장품                 |                                                          |
| 2016~2017   | (주)형지에스콰이아         | 에스콰이아                                                        | 패션제화                      | 지소연                                                   |
| 2017        | 타미 힐피거 코리아         | 타미 힐피거 남성라인                                              | 글로벌 라이프 스타일 브랜드   |                                                          |
| 2017        | 롯데칠성음료               | 칠성사이다                                                        | 탄산음료                      | 솔빈                                                     |
| 2017~2019   | (주)LF                     | 질스튜어트스포츠                                                  | 스포츠웨어                    |                                                          |
| 2017~(현재) | (주)신성통상               | 지오지아                                                          | 남성 정장 의류                |                                                          |
| 2018        | 아모레퍼시픽               | 아모레퍼시픽 예쁘게사~월                                          | 뷰티 포인트                   | 조정석, 박신혜                                           |
| 2018        | 하이트진로                 | 맥스                                                              | 주류                          | 이서진                                                   |
| 2018        | 하이트진로                 | 참이슬                                                            | 주류                          | 아이유                                                   |
| 2018        | 공차 코리아                | 공차                                                              | 타이완 밀크티 카페 프랜차이즈 |                                                          |
| 2018        | (주)웅진                   | 웅진렌탈                                                          | 생활가전                      |                                                          |
| 2018        | (주)호텔스컴바인           | 호텔스컴바인                                                      | 모바일 숙박앱                 |                                                          |
| 2018        | 아모레퍼시픽               | 라네즈 옴므                                                       | 화장품                        | 이성경                                                   |
| 2018        | 아모레퍼시픽               | 려(呂)                                                            | 샴푸                          | 박신혜                                                   |
| 2018~2019   | KT                         | KT                                                                | 통신사                        |                                                          |
| 2018~2019   | 신세계그룹                 | 신세계면세점                                                      | 면세점                        | 한효주                                                   |
| 2018~2019   | 한국도미노피자(주)         | 도미노피자                                                        | 피자 프랜차이즈               | 박나은(18겨울시즌), 허재(19가을시즌), 서권순(19겨울시즌) |
| 2018~(현재) | 몽블랑 코리아              | 몽블랑                                                            | 명품잡화 악세사리             |                                                          |
| 2018~(현재) | (주)KB국민카드             | KB국민카드                                                        | 신용카드                      | 크러쉬 · 김혜윤 · 이승윤(19봄시즌)                       |
| 2018~(현재) | CJ제일제당                 | 비비고 밥, 비비고 김치, 비비고 육개장, 비비고 한섬만두, 비비고 죽 | 가정간편식 식품               | 김병옥(2018), 강기영(2019)                               |
| 2019        | BENCH                      | 벤치                                                              | 의류                          |                                                          |
| 2019        | (주)티르티르               | 티르티르                                                          | 화장품                        |                                                          |
| 2019        | LG생활건강                 | 페리오 · 죽염치약                                                 | 오랄케어                      |                                                          |
| 2019        | 서울우유협동조합           | 듀오안                                                            | 드링크요거트                  |                                                          |
| 2019        | (주)셀리턴                 | 셀리턴                                                            | LED마스크                     | 강소라, 염정아, 이민호                                   |
| 2019        | 닥터 자르트                | 닥터 자르트 대만                                                  | 화장품                        |                                                          |
| 2019~(현재) | HK이노엔                   | 컨디션 환                                                         | 숙취해소제                    |                                                          |
| 2020        | 케이투코리아               | K2                                                                | 아웃도어                      | 수지                                                     |
| 2020        | 롯데칠성음료               | 클라우드 생 드래프트                                              | 주류                          |                                                          |
| 2020        | 자코모                     | 에싸소파                                                          | 가구                          |                                                          |
| 2020        | BYS Cosmetics              | BYS Cosmetics                                                     | 필리핀 화장품                 |                                                          |
| 2020        | Smart Communications, Inc. | Giga K-Video                                                      | 필리핀 통신사                 |                                                          |
| 2020        | Blibli                     | Blibli                                                            | 인도네시아 전자상거래         |                                                          |
| 2021~현재   | 지씨바이오                 | 참다한 홍삼                                                       | 건강식품                      |                                                          |
| 2021~현재   | SK매직                     | SK Magic Malaysia                                                 | 가전                          |                                                          |
| 2021~현재   | 마켓컬리                   | 마켓컬리                                                          | 온라인 식재료 판매업          |                                                          |
| 2021~현재   | HK이노엔                   | 컨디션                                                            | 건강식품                      | 머쉬베놈                                                 |
| 2021~현재   | 주식회사티와이에스         | 에델코첸                                                          | 주방용품                      |                                                          |
| 2021~현재   | 동서식품                   | 커피믹스 슈프림골드                                               | 커피                          |                                                          |
| 2021~현재   | (주)대호하이텍             | 에블린 마스크                                                     |                               |                                                          |
| 2021~현재   | 스케쳐스                   | 스케쳐스 홍콩 마카오 대만 말레이시아 싱가포르 베트남              |                               |                                                          |
| 2022~현재   | 샤프란                     | 피죤                                                              | 섬유유연제 건조기용           |                                                          |
| 2022~현재   | 리콜라                     | 리콜라                                                            |                               |                                                          |
| 2022~현재   | (주)농심                   | 백산수                                                            |                               |                                                          |
| 2022~현재   | 종근당건강                 | 락토핏 솔루션                                                     |                               |                                                          |
| 2022~현재   | 네슬레                     | 마일로 Malaysia                                                   |                               |                                                          |
| 2023 ~현재  | 주식회사 직방              | 직방                                                              |                               |                                                          |

## 수상 및 후보
| 연도 | 시상식                                  | 부문                             | 작품                    | 결과 |
| ---- | --------------------------------------- | -------------------------------- | ----------------------- | ---- |
| 2013 | 제6회 코리아 드라마 어워즈              | 남자 신인연기상                  | 금 나와라, 뚝딱!        | 수상 |
| 2013 | 제2회 에이판 스타 어워즈                | 남자 신인연기상                  | 금 나와라, 뚝딱!        | 후보 |
| 2013 | MBC 연기대상                            | 남자 신인연기상                  | 금 나와라, 뚝딱!        | 후보 |
| 2014 | 제50회 백상예술대상                     | TV부문 남자 신인연기상           | 따뜻한 말 한마디        | 후보 |
| 2014 | SBS 연기대상                            | 뉴스타상                         | 따뜻한 말 한마디        | 수상 |
| 2014 | 제12회 헤럴드동아 라이프스타일 어워드   | 올해의 베스트스타일상            | 빈칸                    | 수상 |
| 2015 | 패셔니스타 어워즈                       | TV패션 부문                      | 그녀는 예뻤다           | 수상 |
| 2015 | 제4회 에이판 스타 어워즈                | 중편드라마부문 남자 우수연기상   | 킬미힐미, 그녀는 예뻤다 | 후보 |
| 2015 | MBC 연기대상                            | 미니시리즈부문 남자 우수연기상   | 킬미힐미, 그녀는 예뻤다 | 수상 |
| 2015 | MBC 연기대상                            | 10대 스타상                      | 킬미힐미, 그녀는 예뻤다 | 수상 |
| 2015 | MBC 연기대상                            | 남자 인기상                      | 킬미힐미, 그녀는 예뻤다 | 수상 |
| 2015 | MBC 연기대상                            | 베스트 커플상 (with 지성)        | 킬미힐미                | 수상 |
| 2015 | MBC 연기대상                            | 베스트 커플상 (with 황정음)      | 그녀는 예뻤다           | 후보 |
| 2015 | 제52회 대종상                           | 신인남우상                       | 악의 연대기             | 후보 |
| 2015 | 제36회 청룡영화상                       | 신인남우상                       | 악의 연대기             | 후보 |
| 2015 | 제36회 청룡영화상                       | 인기스타상                       | 악의 연대기             | 수상 |
| 2016 | 제11회 맥스무비 최고의 영화상           | 최고의 남자신인배우상            | 악의 연대기             | 후보 |
| 2016 | 제21회 춘사영화상                       | 신인남우상                       | 악의 연대기             | 후보 |
| 2016 | 제52회 백상예술대상                     | 영화부문 남자 신인연기상         | 악의 연대기             | 후보 |
| 2017 | 제26회 부일영화상                       | 신인 남자연기상                  | 청년경찰                | 후보 |
| 2017 | 제1회 더 서울어워즈                     | 영화부문 남우신인상              | 청년경찰                | 후보 |
| 2017 | 제54회 대종상                           | 신인남우상                       | 청년경찰                | 수상 |
| 2017 | 제37회 한국영화평론가협회상             | 신인남우상                       | 청년경찰                | 수상 |
| 2017 | 제6회 한국영화배우협회 스타의 밤 시상식 | 한국영화 인기스타상              | 청년경찰                | 수상 |
| 2017 | 제2회 아시아 아티스트 어워즈            | 배우부문 베스트 스타상           | 쌈 마이웨이             | 수상 |
| 2017 | 제2회 아시아 아티스트 어워즈            | 배우부문 페뷸러스상              | 쌈 마이웨이             | 수상 |
| 2017 | KoreanUpdates Awards 2017               | 올해의 커플 (with 김지원)        | 쌈 마이웨이             | 후보 |
| 2017 | KBS 연기대상                            | 미니시리즈부문 남자 우수연기상   | 쌈 마이웨이             | 수상 |
| 2017 | KBS 연기대상                            | 남자 네티즌상                    | 쌈 마이웨이             | 수상 |
| 2017 | KBS 연기대상                            | 베스트 커플상 (with 김지원)      | 쌈 마이웨이             | 수상 |
| 2017 | KBS 연기대상                            | 중편드라마부문 남자 우수연기상   | 화랑                    | 후보 |
| 2017 | KBS 연기대상                            | 베스트 커플상 (with 고아라)      | 화랑                    | 후보 |
| 2017 | KBS 연기대상                            | 남자 최우수연기상                | 쌈 마이웨이, 화랑       | 후보 |
| 2018 | 제9회 올해의 영화상                     | 신인남우상                       | 청년경찰                | 수상 |
| 2018 | 제54회 백상예술대상                     | TV부문 남자 최우수연기상         | 쌈 마이웨이             | 후보 |
| 2018 | 제23회 춘사영화제                       | 신인남우상                       | 청년경찰                | 후보 |
| 2018 | 제13회 서울 드라마 어워즈               | 한류드라마 남자 연기자상         | 쌈 마이웨이             | 수상 |
| 2018 | 제13회 숨피 어워즈                      | 올해의 연기상 남자부문           | 쌈 마이웨이             | 후보 |
| 2018 | 제13회 숨피 어워즈                      | 베스트 키스상 (with 김지원)      | 쌈 마이웨이             | 후보 |
| 2018 | 제13회 숨피 어워즈                      | 베스트 커플상 (with 김지원)      | 쌈 마이웨이             | 후보 |
| 2018 | KBS 월드 글로벌 팬 어워즈               | 베스트 커플상 (with 김지원)      | 쌈 마이웨이             | 수상 |
| 2018 | 제11회 코리아 드라마 어워즈             | 남자 최우수연기상                | 김비서가 왜 그럴까      | 후보 |
| 2018 | 제6회 아시아태평양 스타 어워즈          | 중편드라마부문 남자 최우수연기상 | 김비서가 왜 그럴까      | 수상 |
| 2018 | 제6회 아시아태평양 스타 어워즈          | 남자 케이스타인기상              | 김비서가 왜 그럴까      | 후보 |
| 2018 | 제2회 더 서울 어워즈                    | 드라마부문 남자인기상            | 김비서가 왜 그럴까      | 후보 |
| 2018 | 코스모 뷰티 어워즈                      | 올해의 빛나는 아름다운 우상상    | 빈칸                    | 수상 |
| 2018 | 제8회 한국관광의 별 시상식              | 관광기여자 분야 공로자 부문      | 빈칸                    | 수상 |
| 2019 | 제13회 아시안 필름 어워즈               | AFA 라이징 스타상                | 빈칸                    | 수상 |
| 2019 | 제14회 숨피 어워즈                      | 올해의 연기상 남자부문           | 김비서가 왜 그럴까      | 후보 |
| 2019 | 제14회 숨피 어워즈                      | 베스트 커플상 (with 박민영)      | 김비서가 왜 그럴까      | 후보 |
| 2020 | 제56회 백상예술대상                     | TV부문 남자 최우수연기상         | 이태원 클라쓰           | 후보 |
| 2021 | 제7회 아시아태평양 스타 어워즈          | 대상                             | 이태원 클라쓰           | 후보 |
| 2021 | 제7회 아시아태평양 스타 어워즈          | KT Seezn 스타상                  | 이태원 클라쓰           | 후보 |
| 2021 | 제7회 아시아태평양 스타 어워즈          | 아이돌챔프 남자 인기상           | 이태원 클라쓰           | 후보 |
| 2024 | 제10회 마리끌레르 아시아스타어워즈      | 아시아 스타상                    | 빈칸                    | 수상 |